# The Secret Sin
The Secret Sin er en amerikansk stumfilm fra 1915 af Frank Reicher.

## Medvirkende
- Blanche Sweet som Edith Martin / Grace Martin.
- Hal Clements som Dan Martin.
- Alice Knowland som Mrs. Martin.
- Sessue Hayakawa som Lin Foo.
- Thomas Meighan som Jack Herron.